# McDonnell Aircraft Corporation
« McDonnell » redirige ici. Pour les autres significations, voir McDonnell (homonymie).
McDonnell Aircraft Corporation était un constructeur aéronautique américain, fondée par James Smith McDonnell le 6 juillet 1939. Cette société se développa pendant la Seconde Guerre Mondiale et connut son apogée après-guerre entre 1950 et 1967. McDonnell Aircraft a marqué l’histoire de l’aéronavale américaine en fournissant le 1er chasseur embarqué (FH-1 Phantom) à réaction à l’US Navy.
Son nom reste également associé au plus grand nombre d’avions embarqués au sein de l’US Navy. Le 28 avril 1967, McDonnell fusionna avec Douglas Aircraft Company pour former McDonnell Douglas.

## Historique

### Les débuts dans l'aviation
Diplômé du MIT (Massachusetts Institute of Technology), James Smith McDonnell travaille tout d'abord chez Consolidated Aircraft Corporation. En 1928, James Smith McDonnell créa la J. S. McDonnell & Associates dans le but premier de construire des avions légers à vocation de loisir. Son premier avion, le Doodlebug, est développé en collaboration avec la Hamilton Metalplane société dans laquelle James McDonnell est également ingénieur en chef. Cet avion est capable de décoller en moins de 60 m et d’atterrir en moins de 15 m. Mais l'avion est détruit le 22 novembre 1929 lors d'un meeting. Cet accident met en sommeil la J. S. McDonnell. Malgré une autre tentative de constructeur indépendant en 1930 sans grand succès, plus les problèmes économiques dus à la crise de 1929, l'entreprise doit fermer ses portes. James McDonnell travaille donc pour la Great Lakes Aircraft Corporation, puis Glenn L. Martin et participe au projet du B-10/B-12. Il donne sa démission le 6 juillet 1939 pour fonder la McDonnell Aircraft Corporation à Saint-Louis dans le Missouri.
La compagnie n'a que 15 employés et trois mois d'existence lorsque la Seconde Guerre mondiale débute, et cette année est très difficile pour McDonnell. Mais les besoins militaires devenant de plus en plus important, McDonnell reçoit des contrats de sous-traitances principalement de Boeing et ironiquement de Douglas notamment pour la construction d'éléments pour le C-47, puis la production sous licence du Fairchild AT-21 Gunner, et vers la fin de la guerre, de l'assemblage du B-25 Mitchell et d'éléments pour le B-29. En moins de deux ans McDonnell Corporation passe de 15 à plus de 400 employés.
En 1941, McDonnell signe son premier contrat pour le développement du XP-67 (programme d’un avion de chasse à long rayon d’action). Alors que les essais en vol menés par les pilotes de l'USAAF sont rapportés comme concluants, le programme est abandonné à la suite du crash du prototype de l'avion le 6 septembre 1944. Dans le même temps, la nouvelle technologie des réacteurs se profile et McDonnell pensant à intégrer ses nouveaux moteurs aux avions du futur, en fait son axe de recherche prioritaire.

### L'essor
Fin 1940, tous les principaux constructeurs d’avions étaient mobilisés pour les besoins militaires afférant au conflit en cours. Dès 1941, la USSAC signe un contrat ultra-secret avec Bell afin de construire son premier avion à réaction. La US Navy se doit également d'avoir son premier avion à réaction. James Smith McDonnell est convoqué par la Marine et doit se rendre à Washington, D.C. afin de valider la conception du futur avion. Le contrat fut signé une semaine plus tard, le 7 janvier 1943 pour la construction de 2 prototypes XFD-1. Le manque de fiabilité des réacteurs américains et de leur poussée disponible de l'époque incite la firme à étudier plusieurs modèles de multi-réacteurs, un des projets prévoyant même le montage de huit réacteurs noyés dans la voilure. Finalement, la poussée annoncée par Westinghouse de 620 kg permet de choisir une configuration biréacteur. Le 7 mars 1945, McDonnell reçoit sa première commande de 100 FH-1 Phantom, de la US Navy (la désignation étant changée afin d'éviter la confusion avec les avions de Douglas). Cette commande est vite ramenée à 60 à la fin de la guerre. Mais grâce au FH-1 Phantom, McDonnell rentre dans la cour des grands, et devient du même coup la 1re société à fournir des avions à réaction à la US Navy.
Malgré la réduction de la commande initiale, McDonnell décide de développer une version plus puissante du FH-1, le F2H Banshee, qui lui-même est suivi par le F3H Demon.

### Les hélicoptères
Dans le même temps, la US Navy demande à la compagnie de développer un hélicoptère, un projet très ambitieux à la fois pour l'époque et pour McDonnell. Il s'agit d'un hélicoptère de 5 tonnes de poids en charge. Le XHJD-1 décolle le 22 février 1946, et est le plus grand hélicoptère construit aux États-Unis. Des problèmes dus aux arbres de transmissions font annuler le projet.
McDonnell fait appel au Baron Friedrich von Doblhoof, un pionnier autrichien disposant d’une grande expérience dans le principe de propulsion en bout de pale.
De cette collaboration naît le XH-20 Little Henry qui est le premier hélicoptère à être équipé de statoréacteurs. Le XH-20 vole pour la première fois le 5 mai 1947 et ces performances exceptionnelles pour l'époque, il peut soulever deux fois son propre poids, et il est envisagé une version de travail agricole. Aucun appareil de série n'est construit.
En 1954, McDonnell fait voler le XV-1 un convertible. Il décolle verticalement grâce un moteur à piston qui entraîne un compresseur, qui lui-même alimente en air comprimé l'extrémité des pales du rotor, et là l'air est enflammé pour assurer la rotation. Après le décollage vertical, le rotor est arrêté et le vol en ligne est assuré par les ailes et l'hélice propulsive. Il est le premier appareil à voilure tournante à être passée d'un vol de sustentation à un vol classique et réciproquement. Deux versions sont envisagées l'une pour le Marine Corps (le XHRH-1) et l'autre à la US Navy (XHCH-1). Aucune version n'est construite en série. Après un dernier projet conduit sur les fonds propre de Mister Mac, la firme abandonne la réalisation d'hélicoptères.
Pendant la même période, McDonnell participe à deux autres programmes majeurs le XF-85 Goblin (sans suite) et le XF-88 qui donne par la suite le F-101 Voodoo.

### La consécration
Dès 1953, McDonnell pensa à un successeur aux F3H Démon. Il entreprend sur ces fonds propres de développer et de proposer à la ’US Navy un avion de chasse embarqué biréacteur. Les premiers plans, d’un biréacteur monoplace, furent montrés à la NAVY en 1953, cette dernière choisissant alors le projet de Chance Vought avec son Crusader. Un an plus McDonnell modifiant son design, propose à la Navy un appareil d’attaque embarqué. L’aéronavale américaine, très intéressée par cet appareil, passa un contrat d’évaluation. Ce nouvel avion fut désigné AH-1 celui-ci disposant de plus de onze points d'attache. L’US Navy ne savait encore si elle avait besoin d’un monoplace ou d’un biplace. McDonnell construisit les deux versions. Vers 1955 l'US Navy changea sa demande pour un intercepteur embarqué, McDonnell modifia les cellules du AH-1, qui donna naissance au F-4 Phantom II (appellation d'origine F4H-1), l’appareil de combat le plus construit du monde occidental avec 5195 exemplaires construits.
En 1962, McDonnell, voulant se développer, se rapprocha de Douglas, et lui offrit de fusionner, ce que rejeta Douglas. Malgré tous les contrats de Douglas, cette entreprise se trouva vite en difficulté, principalement en raison de retards de livraison du DC-9 et du DC-8. McDonnell renouvela son offre, qui cette fois fut acceptée. Les deux entités fusionnèrent le 28 avril 1967 pour former McDonnell Douglas.

## Principales réalisations

### Militaires
- FH-1 Phantom
- F2H Banshee
- F3H Demon

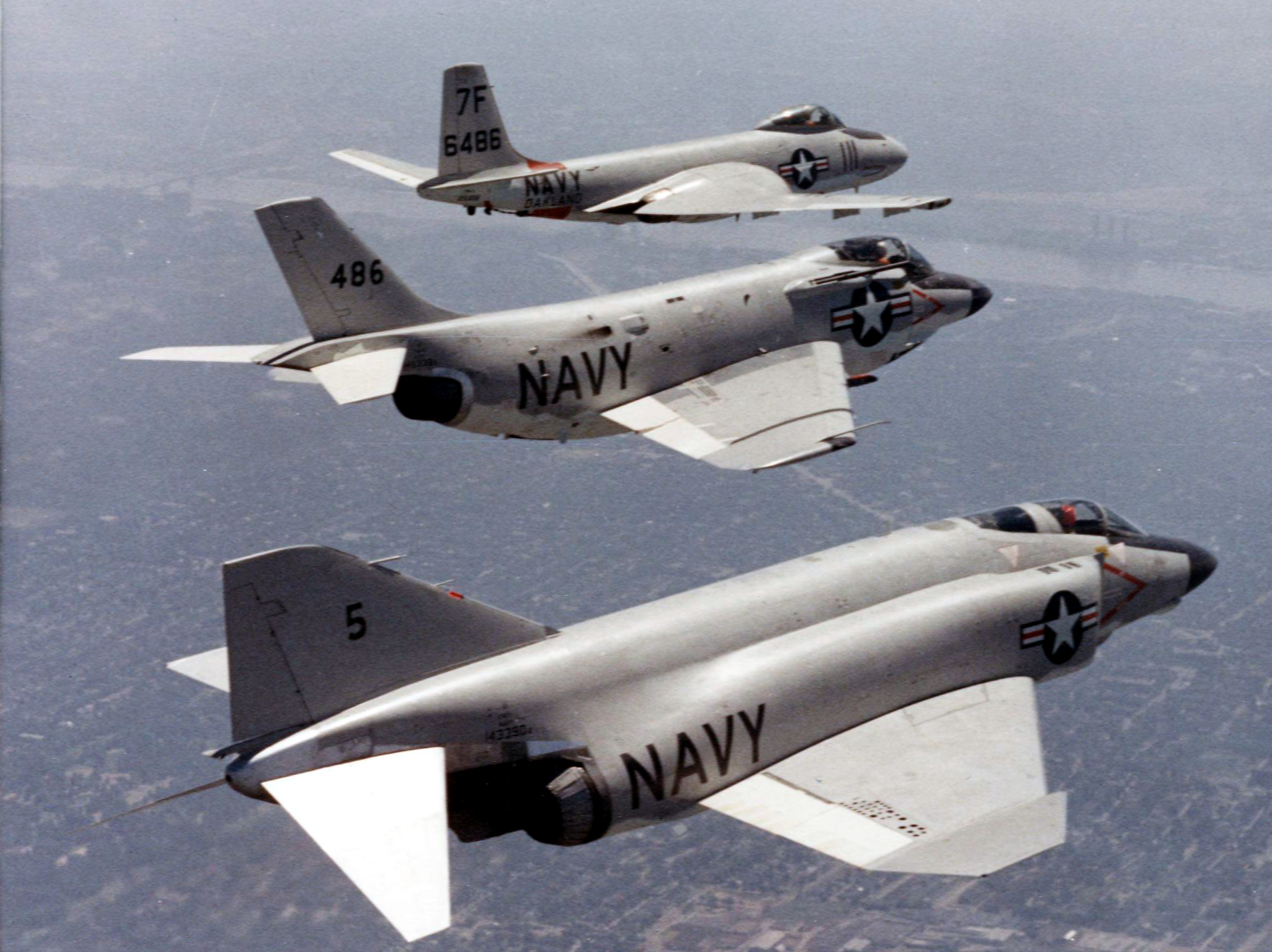
McDonnell F2H Banshee, F3H Demon, et le F4H Phantom II en 1959.

- F4H-1 Phantom II plus connu sous McDonnell Douglas F-4 Phantom II
- F-101 Voodoo
- XP-67 Bat
- XHJD-1 Whirlaway
- XH-20 Little Henry
- XV-1

Prototypes
- XF-85 Goblin
- XF-88 Voodoo

### Missiles
- KUD-1 Gargoyle
- Talos
- FGM-77 Dragon
- GAM-72/ADM-20 Quail

### Espace
- Programme Mercury
- Capsule Gemini
- Avion spatial ASSET

### Civils
- McDonnell 188 (Version sous licence du Breguet 941)
- McDonnell 119/220
- McDonnell Douglas MD-80
- McDonnell Douglas MD-11
- McDonnell Douglas DC-10

## Sources
- Francillon, René J. McDonnell Douglas Aircraft Since 1920, Londres, Putnam, 1979.
- Mach 1, l'encyclopédie de l'aviation, volume 6, éd. Atlas.
- Bill Yene, McDonnell Douglas A tale of two giants, Ed Crescent Books  (ISBN 0-517-442876)